# Влодава (гмина)
Влодава (пол. Włodawa) — сельская гмина (волость) в Польше, входит как административная единица в Влодавский повет, Люблинское воеводство. Население — 5984 человека (на 2004 год).

## Сельские округа
1. Королювка
2. Королювка-Колёня
3. Королювка-Осада
4. Красувка
5. Люта
6. Окунинка
7. Орхувек
8. Ружанка
9. Собибур
10. Ставки

## Прочие поселения
1. Сушно
2. Шуминка
3. Волчины
4. Жлобек-Дужы
5. Жлобек-Малы
6. Жукув

## Соседние гмины
1. Гмина Ханна
2. Гмина Ханьск
3. Влодава
4. Гмина Воля-Ухруска
5. Гмина Вырыки